# Contea di Dalarna
La contea di Dalarna o Dalecarlia (in svedese Dalarnas län) è una delle contee o län della Svezia situate nella parte centrale del Paese. Il nome significa "le valli" (en dal = una valle).
Confina con le contee di Jämtland, Gävleborg, Västmanland, Örebro e Värmland e con le contee norvegesi di Innlandet e Trøndelag.

## Economia

### Artigianato
Nelle zone del Dalarna è nato uno dei simboli della contea e di tutta la Svezia, il Dalahäst ("cavallo di Dala" in italiano), un cavallo scolpito artigianalmente nel legno, poi dipinto di colori sgargianti come il rosso e il bianco. Il primo Dalahäst fu fatto appunto nel Dalarna, da un padre che aveva una piccola azienda artigiana, per la figlioletta, come regalo. Il cavallo ebbe successo, e si è tramandato di generazione in generazione. Oggi, come spesso succede per le tradizioni, diventando un simbolo e un souvenir svedese, la figura del cavallo gode di successo commerciale e ha subito numerose variazioni nei colori e nelle forme, tuttavia sempre intagliati e dipinti artigianalmente: si possono trovare anche statuette raffiguranti cammelli, mucche, maiali e cervi. Il più famoso intagliatore di cavalli di Dala fu Tysk Anders Gunnarsson.

## Comuni
|  | - Avesta - Borlänge - Falun - Gagnef - Hedemora - Leksand - Ludvika - Malung-Sälen - Mora - Orsa - Rättvik - Smedjebacken - Säter - Vansbro - Älvdalen |

## Aree naturali
In questa contea si trovano il parco nazionale Fulufjället, il parco nazionale Töfsingdalen e parte del parco nazionale Farnebofjärden.